# Prattville (Califòrnia)
Prattville és una concentració de població designada pel cens dels Estats Units a l'estat de Califòrnia. Segons el cens del 2000 tenia 28 habitants.

## Demografia
Segons el cens del 2000, Prattville tenia 28 habitants, 17 habitatges, i 7 famílies. La densitat de població era de 17,4 habitants/km².
Per edats la població es repartia de la següent manera: un 10,7% tenia menys de 18 anys, un 0% entre 18 i 24, un 10,7% entre 25 i 44, un 42,9% de 45 a 60 i un 35,7% 65 anys o més.
L'edat mediana era de 60 anys. Per cada 100 dones de 18 o més anys hi havia 92,3 homes.
La renda mediana per habitatge era de 70.313 $ i la renda mediana per família de 71.250 $. Els homes tenien una renda mediana de 71.250 $ mentre que les dones 36.250 $. La renda per capita de la població era de 37.786 $. Cap de les famílies estaven per davall del llindar de pobresa.

## Poblacions més properes
El següent diagrama mostra les poblacions més properes.